# Karl Franck-Oberaspach
Karl Franck-Oberaspach (eigentlich Karl Franck, * 1872 in Oberaspach, Württemberg; † im 20. Jahrhundert) war ein deutscher Kunsthistoriker.
Karl Franck-Oberaspach studierte zunächst von 1890 bis 1896 Architektur an der Technischen Hochschule Stuttgart. Danach studierte er Kunstgeschichte und Klassische Archäologie an der Universität Straßburg bei Georg Dehio und Adolf Michaelis. Hier wurde er 1898 promoviert. Bis 1902 war er Assistent beim Provinzialkonservator der Rheinlande Paul Clemen in Bonn. 1902 habilitierte er sich an der Technischen Hochschule Stuttgart, wo er anschließend als Privatdozent lehrte; ferner lehrte er Kunstgeschichte an der Kunstgewerbeschule. In Stuttgart war er auch Sekretär des Württembergischen Kunstgewerbevereins.

## Veröffentlichungen (Auswahl)
- Zum Eindringen der französischen Gothik in die deutsche Skulptur. In: Repertorium für Kunstwissenschaft 22, 1899, S. 105–110 und 23, 1900, S. 24–37.
- Der Meister der Ecclesia und Synagoge am Strassburger Münster. Schwann, Düsseldorf 1901 (Dissertation).
- Eine fränkische Bildhauerschule vor dem Eindringen der Gotik. In: Christliches Kunstblatt 1901, S. 87–94, 97–107, 113–123, 129–133, 145–154.
- mit Edmund Renard: Die Kunstdenkmäler des Kreises Jülich (= Die Kunstdenkmäler der Rheinprovinz. Band 8, Abt. 1). Schwann, Düsseldorf 1902. Digitalisat online (237 S. + Anhang)
- Der Meister der Ecclesia und Synagoge am Strassburger Münster. Beiträge zur Geschichte der Bildhauerkunst des dreizehnten Jahrhunderts in Deutschland, mit besonderer Berücksichtigung ihres Verhältnisses zur gleichzeitigen französischen Kunst. Schwann, Düsseldorf 1903 (Digitalisat).
- mit Edmund Renard: Die Kunstdenkmäler des Kreises Heinsberg (= Die Kunstdenkmäler der Rheinprovinz. Band 8, Abt. 3). Schwann, Düsseldorf 1906.
- Künstlerschaft und Fabrikantentum im württembergischen Kunstgewerbeverein. Eine Abwehr. Decker und Hardt, Stuttgart 1907.